# Napata
Napata est à la fois le nom d'un royaume antique d'Afrique et le nom de sa capitale. Son nom est attaché à la « deuxième période » du royaume de Koush (après le royaume de Kerma et avant celui de Méroé).

## Une nouvelle cité d'Amon

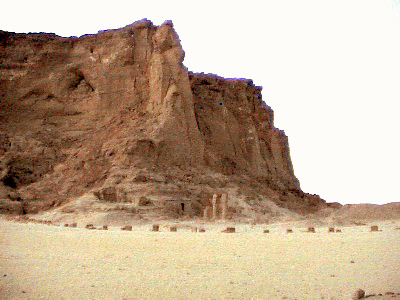
Le Gebel Barkal au pied duquel se situait la ville de Napata

Situé en aval de la quatrième cataracte du Nil, le site est sur la liste du patrimoine mondial en Afrique au Soudan. Les ruines de la ville antique sont situées au pied du Gebel Barkal, un promontoire rocheux qui domine la vallée et le fleuve et qui très tôt a été identifié comme une montagne sacrée dans laquelle résidait le dieu Amon lui-même.
Le culte de cet Amon de Napata s'est développé dès la XVIIIe dynastie remplaçant ou absorbant par syncrétisme le culte d'une ancienne divinité locale dont l'animal sacré le bélier finit par se confondre avec celui de l'Amon égyptien. De ce fait l'Amon de Napata sera souvent représenté sous la forme d'un dieu anthropomorphe à tête de bélier assis sur son trône siégeant au cœur même de la montagne, son siège, et coiffé des deux hautes plumes du dieu thèbain.
De nombreux sanctuaires et des nécropoles sont édifiés à l'ombre du Gebel Barkal à la lisière entre le désert et les terres cultivées, tandis que la cité se développe jusque sur les bords du fleuve.
Au Nouvel Empire Napata se trouve au cœur d'une région sous la coupe réglée d'une administration pharaonique sous les ordres du fils royal de Koush, sorte de vice-roi gouvernant au nom de Pharaon, et commandant les armées. Ce gouverneur militaire ne réside pas à Napata mais à Aniba située plus au nord qui reste la capitale régionale pendant la domination égyptienne. Napata, elle, voit s'installer une forte communauté religieuse en raison de la sainteté de son temple et de ses cultes. La cité devint alors un lieu de pèlerinage important, idéalement située sur la route commerciale reliant le cœur de l'Afrique au Nil par lequel transitaient toutes les marchandises à destination ou en provenance de l'Égypte et du monde méditerranéen. Elle en recevait les prébendes lui assurant sa prospérité économique.
À la fin de la XXe dynastie c'est de Nubie que Ramsès XI, dernier pharaon du Nouvel Empire, fera venir les troupes nécessaires au rétablissement de l'ordre en Égypte, et à la suite de la disgrâce du dernier fils royal de Koush, Panéhésy au profit du nouveau grand prêtre d'Amon Hérihor, le contrôle de la région semble peu à peu échapper aux Égyptiens de moins en moins capables de maintenir leur domination sur la totalité de leur empire.
Ce retrait ne semble pas avoir signifié le déclin du pays et Napata devient alors la principale métropole ravissant à Aniba son rôle de siège de l'administration régionale. Sous la XXIe dynastie il est probable que le contrôle de la Basse-Nubie soit resté aux mains des grands prêtres d'Amon et du clergé thébain tandis que la Haute-Nubie aurait davantage appartenu à celui de l'Amon résidant au Gebel Barkal. Si les liens entre les deux clergés se sont maintenus, la suite des événements restent obscurs pendant l'anarchie libyenne qui acheva de morceler le royaume d'Égypte en plusieurs principautés qui se disputèrent la Double Couronne. C'est dans ce contexte qu'une nouvelle principauté se développe en Nubie depuis Napata, capable de rivaliser avec les roitelets du nord pour le contrôle total de la vallée du Nil. Une stèle érigée à Napata au VIIIe siècle présente un roi kouchite (dont la titulature a été martelée) comme le seul souverain légitimé par le dieu Amon, nommant à sa guise les roitelets et les chefs libyens qui se partageaient l’Égypte à cette époque et tenaient leur légitimité du bon vouloir de généraux.

## Le royaume de Napata

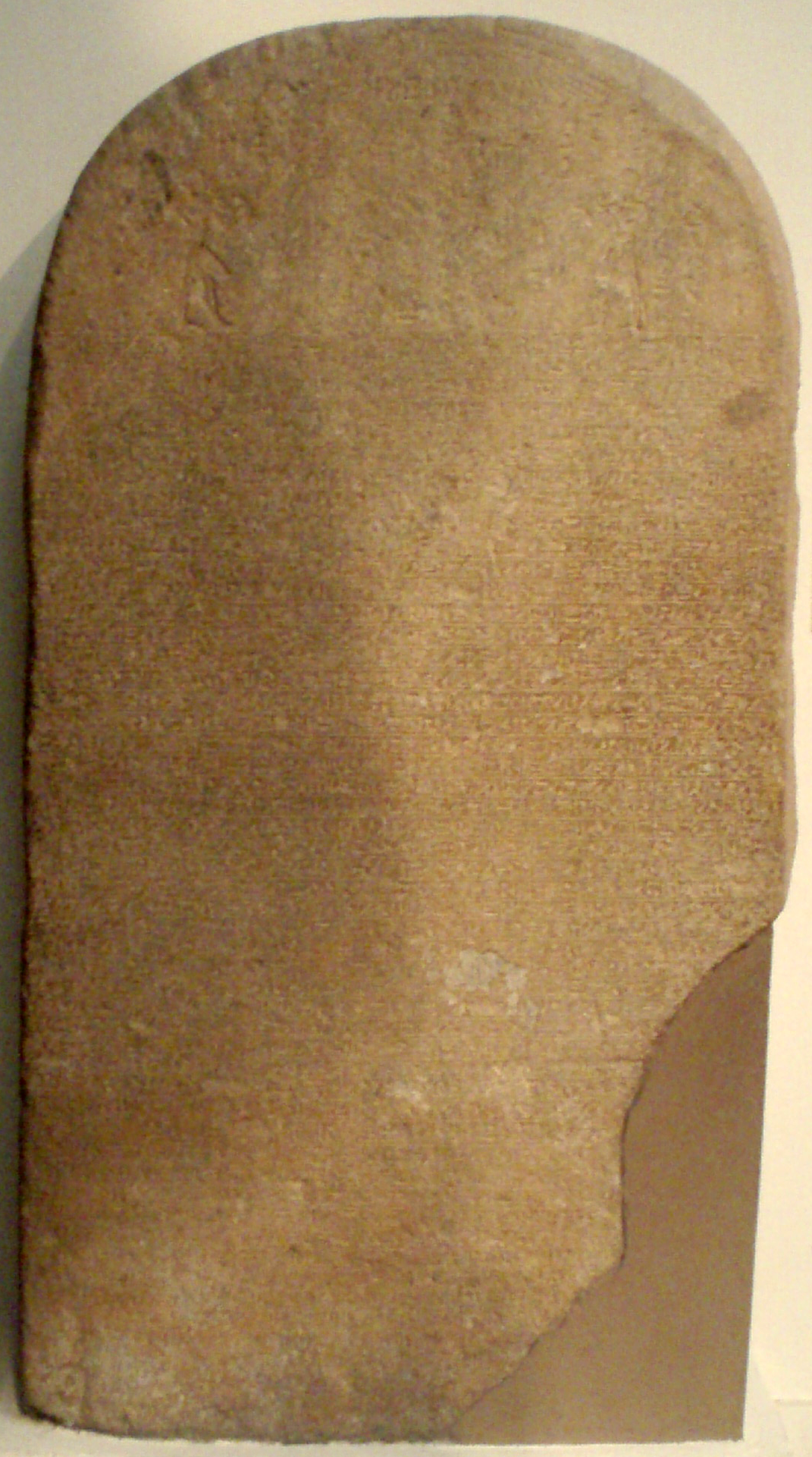
Stèle de la victoire, érigée par Thoutmôsis III à Napata.

Ancienne limite de l'expansion égyptienne, comme en témoigne la stèle du pharaon Thoutmôsis III, Napata devient la capitale de la XXVe dynastie égyptienne, aussi appelée royaume de Napata qui domina près d'un siècle durant l'Égypte, du Nil Bleu jusqu'au delta.

### Une situation géographique avantageuse
Situé dans ce qui est aujourd'hui le centre du Soudan, le royaume dispose de nombreux atouts ; de nombreux gisements exploitables de cuivre et d'or sont présents en Nubie, et l'agriculture y est possible le long du Nil selon les mêmes modalités qu'en Égypte, auxquelles on ajoute les pluies hivernales sahéliennes facilitant le pastoralisme. Des fouilles au Gash-Barka ont mis en évidence des flux commerciaux, en particulier d'encens et de gommes aromatiques tirées de boswellia, entre le sud de la Péninsule arabique et la Méditerranée via le Bab-el-Mandeb, la Nubie et les oasis du désert Libyque. En effet cette route permet d'atteindre la Méditerranée depuis l'Arabie sans passer par le Levant, et d'éviter ainsi les taxes qui y sont pratiquées. Certaines puissances occupant la région, comme les Assyriens durant le VIIIe siècle, ayant levé des taxes élevées cette route africaine pouvait être avantageuse pour les marchands.

### Conquête de l'Égypte
Avec le règne du prince Alara puis celui du roi Kachta le Koushite, on assiste à la conquête de la Basse Nubie puis de la Haute-Égypte. On peut alors considérer cette période comme l'apogée du royaume de Napata dont la dynastie réclame l'héritage de l'Égypte. En effet, devant l'anarchie qui y règne, Piyé (Piânkhy) intervient comme autrefois le vice-roi de Koush l'avait fait afin de rétablir officiellement l'ordre et garantir les cultes du Double Pays. C'est en tout cas l'intention affichée par le roi dans la stèle qu'il fait ériger à Napata et qui relate ses exploits, faisant notamment figurer la soumission des princes d'Égypte face à son pouvoir. En réalité, il est probable que la conquête ait été motivée par la volonté de s'attribuer les richesses de l'Égypte tout en contrôlant la quasi-totalité de la partie africaine de la route commerciale entre l'Arabie et la Méditerranée. Piyé assuré d'une paix relative entreprend alors une nouvelles politique de travaux agrandissant notamment le grand temple d'Amon dans sa capitale nubienne.
Il est vrai que Piyé contrôlait désormais les deux tiers du pays jusqu'à Héracléopolis en plus de la totalité du territoire nubien et de ce fait était l'homme fort de l'époque. Cependant sa légitimité restait contestée par Tefnakht de Saïs qui sitôt le roi koushite rentré dans son royaume, chercha à soulever à nouveau les principautés du delta en les réunissant sous sa coupe.
La réaction de Piyé est immédiate et quittant son palais de Napata, il remonte jusqu'à Teudjoï, forteresse du royaume héracléopolitain, et reprend avec toutes ses armées le territoire perdu à la suite d'une série de démonstrations de force, soumettant Hermopolis Magna puis Héracléopolis, ce qui lui assure le passage vers le nord du pays. Il met le siège devant Memphis, qui refuse de se rendre et il l'enlève à la suite de violents combats. Il poursuit Tefnakht et ses troupes jusqu'à Saïs qui devant la menace rend les armes et accepte la suzeraineté koushite. Piyé se fait alors reconnaître par toutes les autres cités qui se partageaient la Basse-Égypte comme seul souverain et se fait officiellement couronner pharaon, reformant ainsi l'unité des Deux Terres.
Après lui ses successeurs montent sur le trône d'Égypte fondant la XXVe dynastie et éliminent définitivement les dynasties rivales. Ces pharaons nubiens régneront pendant près d'un siècle assurant une nouvelle prospérité et stabilité à toute la vallée du Nil. Leur royaume s'étend alors de Suakin sur la mer Rouge et de la VIe cataracte aux environs de Khartoum jusqu'à la Méditerranée.

### Pharaons de laXXVedynastieissus de Napata
|  |  |  |

- Piyé,
- Chabaqa,
- Chabataqa,
- Taharqa,
- Tanoutamon (Tanouetamani ou Tantamani).

Tous régneront sur le royaume de Koush et d'Égypte.
De cette époque date la construction des temples napatéens de la Nubie actuelle et du Soudan. Le grand temple d'Amon du Gebel Barkal est embelli et agrandi et rivalise avec celui de l'Amon de Thèbes. On retrouve l'intervention des pharaons de Napata dans tout le royaume soudanais et égyptien. Les relations commerciales avec les voisins de ce double royaume sont alors florissantes et la cour de Napata entretient des relations diplomatiques soutenues avec les principautés du Levant.
Cet empire prendra fin à la seconde moitié du VIIe siècle avec la conquête de l'Égypte par les Assyriens, désireux d'empêcher l'émergence d'un royaume unifié puissant en Égypte. Ceux-ci mettent en place de nombreux roitelets égyptiens en place en Basse-Égypte afin de morceler l'unité du royaume à la suite d'une première campagne, puis de nouveau pour contrer une reconquête opérée par le royaume de Napata ; à la suite de cette seconde campagne les assyriens pillent Thèbes afin d'empêcher les nubiens de se réimplanter dans la région. Le royaume qui conserve Napata comme capitale retrouve alors ses frontières originelles.
Vers -591, le pharaon Psammétique II envoie une expédition contre le royaume de Koush, réduisant à néant les ambitions des rois de Napata sur l'Égypte : destruction des villes saintes de Kaoua, Pnoubs, Napata et des statues royales de la XXVe dynastie.

### Rois de Napata

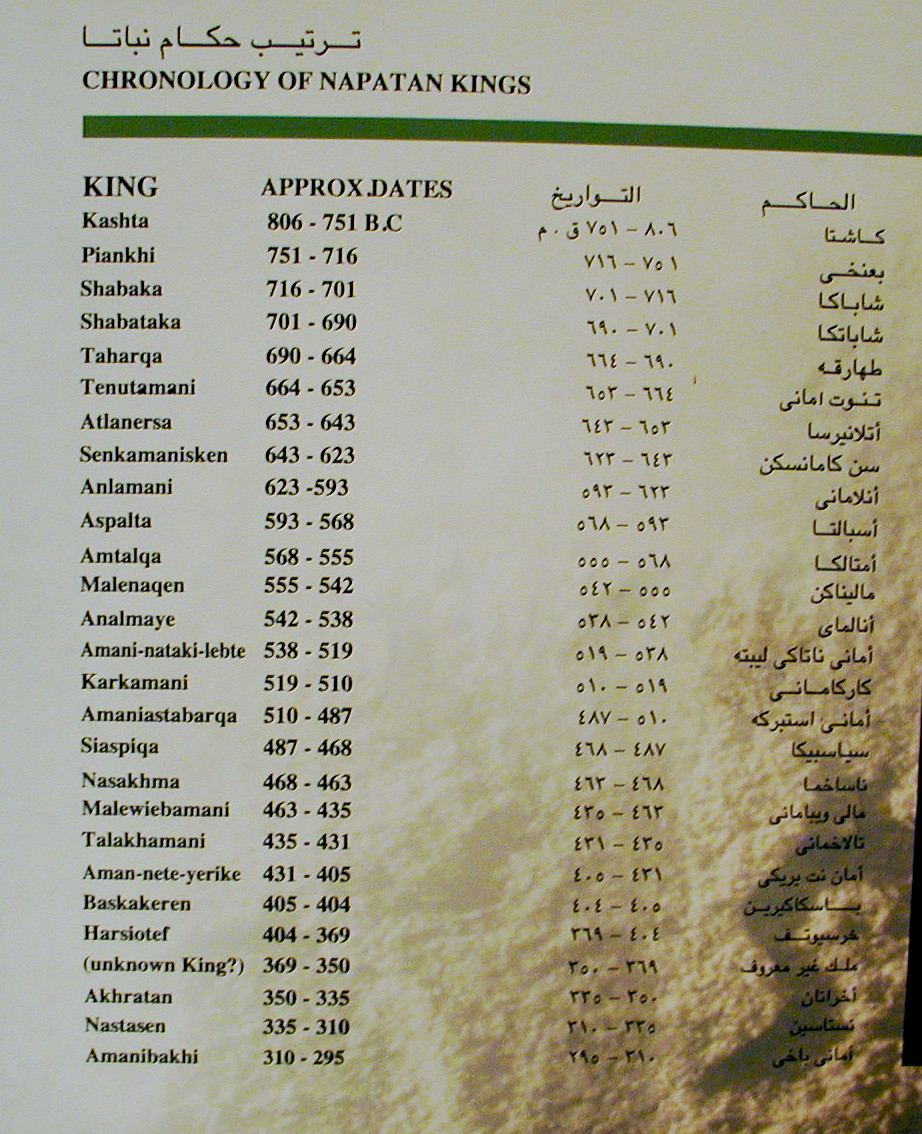
Listes des rois de Napata
Musée de la Nubie à Assouan.

Les rois de Napata sont parfois désignés en tant que « dynastie napatéenne ». Après la perte de l’Égypte, la capitale se maintient à Napata et forme, à partir du VIe siècle et jusqu'au IVe siècle, le second royaume de Napata. Leurs souverains gouvernent la Nubie et le Soudan à la suite de la XXVe dynastie dont ils sont les légitimes successeurs.
- Atlanersa (-653 à -643) fils de Taharqa,
- Senkamenisken (-643 à -623),
- Anlamani (-623 à -593),
- Aspelta (-593 à -568),
- Armantelqo (-568 à -555),
- Malonaqen (-555 à -542),
- Analmaye (-542 à -538),
- Amaniastabarqa (-538 à -519),
- Irike-amanote (-431 à -405), certains chercheurs pensent qu'il a aidé les Égyptiens contre l'invasion perse de -404 ;
- Harsiotef (-390 à -350),
- Akhraten (-350 à -335),
- Nastasen (-335 à -315).

S'ils prétendent à l'héritage du trône d'Égypte grâce notamment à leur influence sur Thèbes et son clergé d'Amon, ils ne parviendront jamais à reprendre le dessus face à leur rivaux de la XXVIe dynastie.
En effet, les pharaons de la XXVe dynastie avaient fondé une dynastie puissante qui avait rétabli pour un temps la gloire de l'Égypte. Par leur dévotion au dieu Amon dont l'origine avait été située depuis la XVIIIe dynastie à Napata, ces souverains avaient été particulièrement bien acceptés par les Égyptiens notamment de la Thébaïde.
De fait ils donnèrent les principales charges du clergé d'Amon, donc à cette époque du gouvernement de la région, à des membres de la famille royale, à commencer par le rôle prépondérant tenu par les Divines adoratrices d'Amon, Amenardis Ire, Chepenoupet II et Amenardis II, toutes trois princesses royales et qui se succédèrent.
De même Montouemhat n'était-il pas lui-même un fils royal, qui occupa les charges de IVe prophète d'Amon et Prince de la Ville de Thèbes ? Il se maintiendra longtemps à cette place stratégique favorisant ainsi les relations entre les deux royaumes à nouveau séparés à la suite de l'invasion assyrienne et des échecs cuisants que Taharqa puis Tanoutamon essuyèrent dans leurs tentatives de réunification du double royaume.
Pire, au début du VIe siècle avant notre ère, Psammétique II organise une expédition punitive afin d'écarter définitivement les prétentions des rois de Napata sur l'Égypte, et met à sac la capitale détruisant les sanctuaires de Nubie et les statues royales qui symbolisaient cette période. C'est à dater de cette époque que les figurations des rois de Napata seront systématiquement martelées ou modifiées en supprimant l'un des deux uræus qui ornaient leur front et symbolisaient leur emprise sur les deux royaumes du Nil.

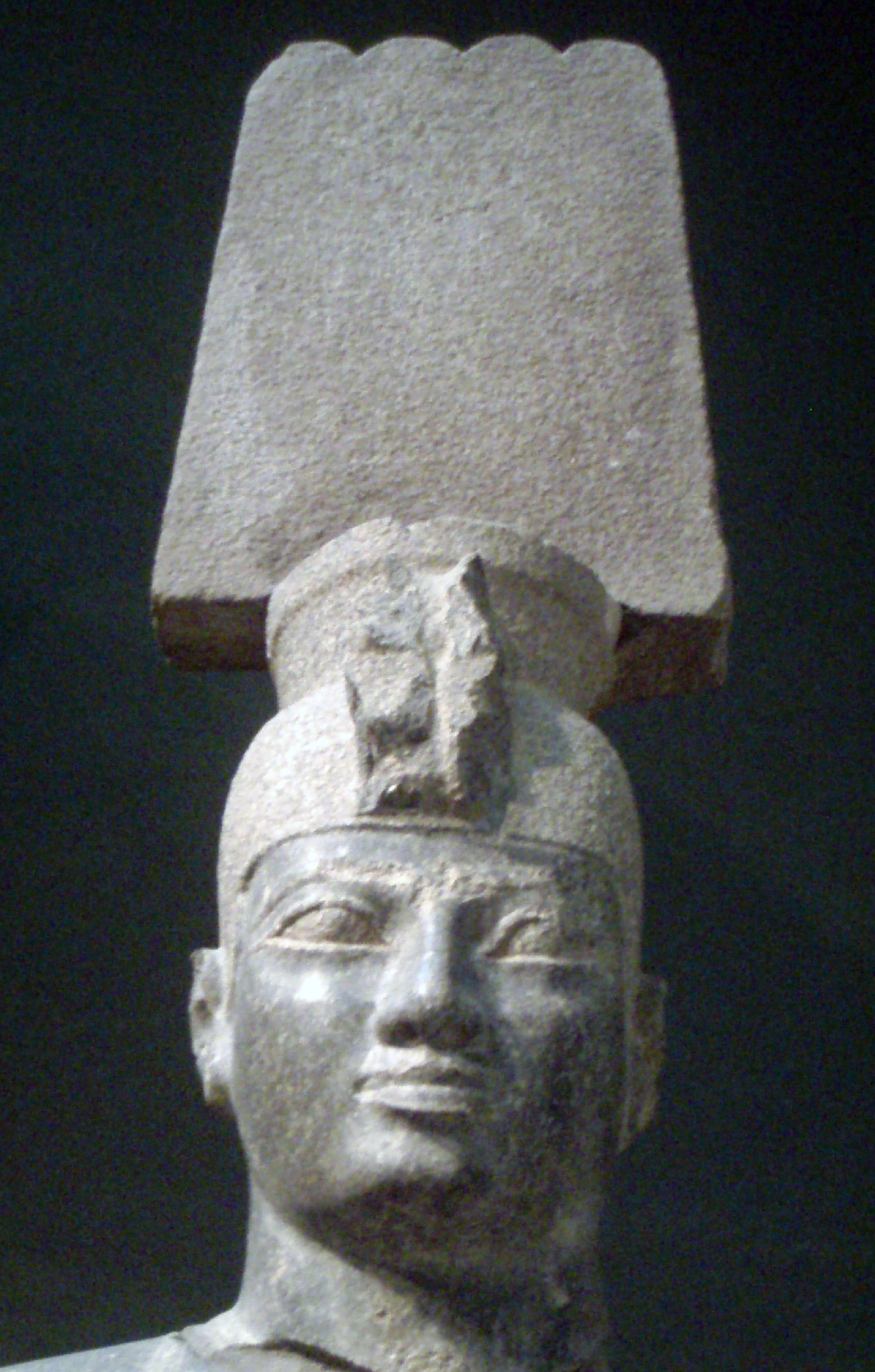
Portrait du roi Aspelta ; statue colossale trouvée à Napata.

Aspelta réussit cependant à reconquérir le terrain perdu.
En l'état actuel de nos connaissances et du fait du peu de fouilles dans la région et d'études sur les rois de Napata à la suite de la XXVe dynastie, peu de choses sont connues concernant ces règnes et les évènements majeurs qui font l'histoire du pays, bien que l'on sache que ce royaume de Napata n'est pas resté replié sur lui-même et qu'il étendra son influence sur les rives du Nil soudanais comme il développera les échanges commerciaux avec l'Afrique.
On assiste à la restauration des grands sanctuaires du royaume, et au développement des grandes nécropoles de pyramides de Nouri et d'El-Kourrou.
Les successeurs d'Aspelta maintiendront l'indépendance du royaume malgré les velléités des envahisseurs égyptiens soutenus par les Assyriens puis les Perses qui chercheront en vain à pousser leurs conquêtes au sud de l'Égypte.
C'est à la suite de cet épisode dangereux pour l'équilibre du royaume que la capitale sera alors transférée à Méroé ouvrant une nouvelle période, celle des rois de Méroé.

## Centre religieux
C'était un centre religieux important par le voisinage du Gebel Barkal, et par la présence de nombreux édifices religieux, en particulier le temple d'Amon, près de la Montagne sacrée, et le temple hathorique de Mout.
C'était aussi le point de départ des routes commerciales avec le cœur de l'Afrique et la mer Rouge (route maritime de l'Inde).